# I Don't Wanna Dance (canção de Alex Gaudino)
I Don't Wanna Dance (Não quero dançar em português) é uma canção do DJ italiano Alex Gaudino, tirado de seu segundo álbum de estúdio, Magnificent. A canção foi lançada a partir de 3 de setembro de 2012 pela gravadora Ultra Records. A canção foi escrita por Taio Cruz, Alfonso Fortunato Gaudino, Giuseppe D'Albenzio e Jamie Luis Gomez. A canção apresenta os vocais do cantor, ator e rapper Taboo (um dos integrantes do grupo Black Eyed Peas).

## Videoclipe
Um vídeo da música para acompanhar o lançamento de "I Don't Wanna Dance" foi lançado no YouTube em 16 de agosto de 2012, com uma duração total de três minutos e nove segundos.

## Faixas
| N.º | Título                                          | Duração |  |
| 1.  | ""I Don’t Wanna Dance" (Radio Edit)"            | 3:07    |  |
| 2.  | ""I Don’t Wanna Dance" (Original Mix)"          | 6:12    |  |
| 3.  | ""I Don’t Wanna Dance" (Radio Instrumental)"    | 3:07    |  |
| 4.  | ""I Don’t Wanna Dance" (Original Instrumental)" | 6:12    |  |

## Desempenho nas paradas
| Parada (2012)                                | Melhor posição |
| -------------------------------------------- | -------------- |
| Bélgica (Ultratop 50 de Flandres)            | 34             |
| Bélgica (Ultratip Bubbling Under da Valônia) | 5              |
| República Checa (Rádio Top 100)              | 96             |

## Histórico de lançamento
| Região  | Data                  | Formato          | Gravadora     |
| ------- | --------------------- | ---------------- | ------------- |
| Bélgica | 3 de setembro de 2012 | Digital download | Ultra Records |